# Macrostylophora levis
Macrostylophora levis är en loppart som först beskrevs av Jordan et Rothschild 1922.  Macrostylophora levis ingår i släktet Macrostylophora och familjen fågelloppor. Inga underarter finns listade i Catalogue of Life.